# قاعدة سلاح الجو الملكي سكامبتون
آر إيه إف، سكامبتون هي قاعدة جوية أقيمت على مهبط للطائرات أنشئ خلال الحرب العالمية الأولى. وهي تتبع سلاح الجو الملكي ورمز الأياتا SQZ والإيكاو EGXP لهذه القاعدة. تقع القاعدة بالقرب من قرية سكامبتون في شمال مقاطعة لينكولنشير في إنجلترا. هذه القاعدة يستخدمها فريق السهام الحمر.